# Tourismus in Zypern
Der Tourismus in Zypern ist ein beachtlicher Wirtschaftszweig des Landes. 2019 brachte er über 2,5 Milliarden Euro ein und machte 15 % des Bruttosozialproduktes Zyperns aus. Im selben Jahr besuchten rund 4 Millionen Gäste den kleinen Inselstaat.
Nach der COVID-19-Pandemie, die weltweit einen Rückgang des Tourismus zur Folge hatte, befanden sich 2021 unter den ca. 1,93 Millionen registrierten Gästen Zyperns 519.174 Russen, 390.638 Briten, 109.395 Griechen und auch 93.092 deutsche Touristen.

## Urlaubsarten
Die meisten Touristen kommen mit dem Flugzeug nach Zypern und landen auf den internationalen Flughäfen von Larnaka oder Paphos. Sie wohnen meist in großen Hotelanlagen am Meer. Bekannte Ferienorte sind Agia Napa, Paphos oder Protaras.

### Bade- und Sporturlaub

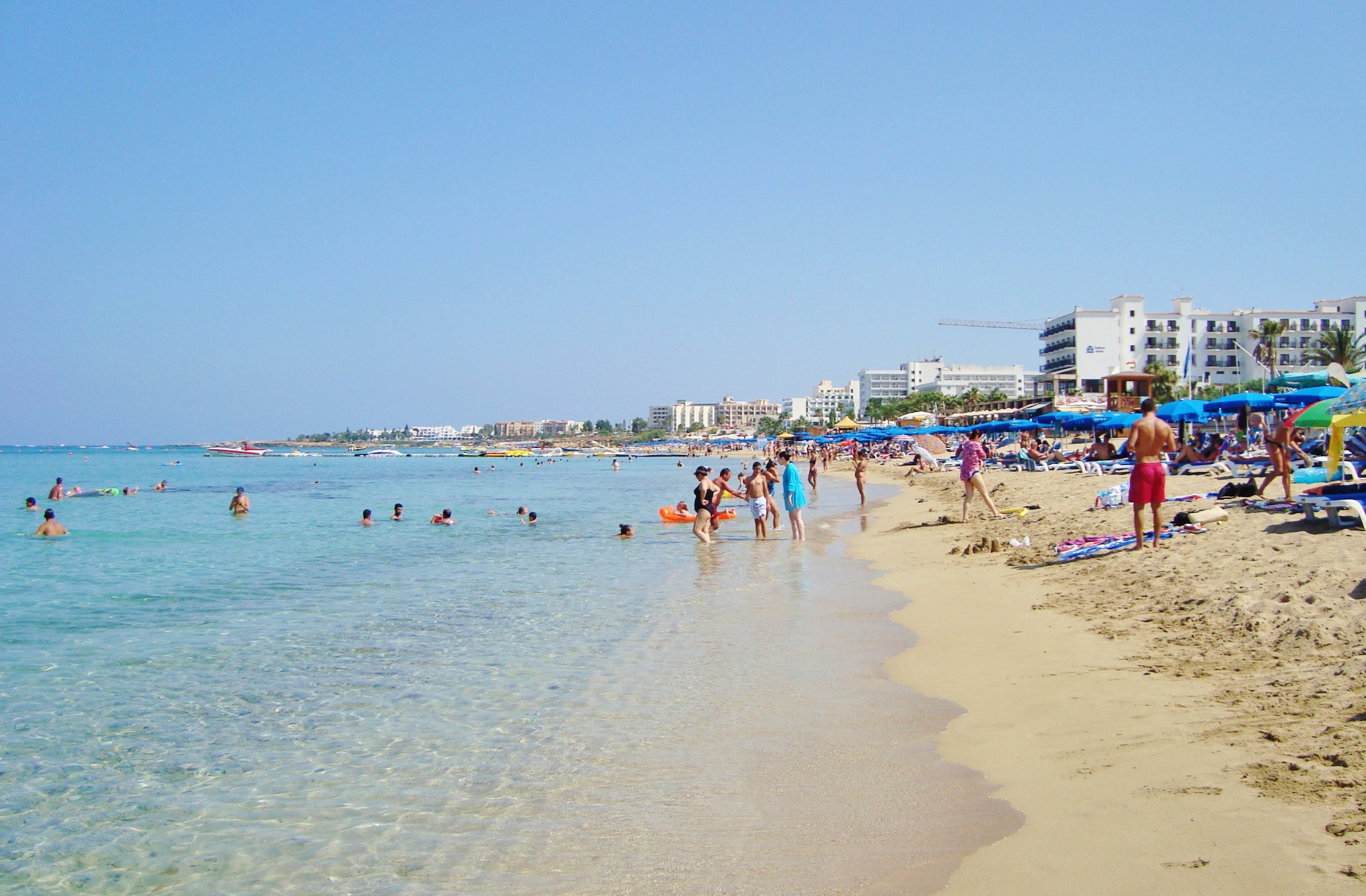
Protaras Beach im Südosten von Zypern

Besonders berühmt ist Zypern für seine 620 km lange Küste mit sauberen Stränden und klarem Wasser. 2022 wurden 74 von ihnen mit dem Gütezeichen der Blauen Flagge ausgezeichnet. Touristen können dort sämtliche Wassersportarten ausüben: Schwimmen, Surfen, Segeln, Wasserski, Parasailing, aber auch Tauchen. Tauchschulen führen Unterricht und Tauchtouren durch, unter anderem auch zu Schiffswracks, die auf dem Meeresgrund liegen. Das Meer bietet auch Anglern die Möglichkeit, ihr Hobby auszuüben. Es gibt zahlreiche Fischarten, die zum Fang freigegeben sind und von Fischerbooten aus gefangen werden dürfen.
Die Berge Zyperns laden zum Wandern ein und verfügen über ausgewiesene Wanderwege. Auf dem Troodos-Gebirge ist außerdem zwischen Januar und Februar an den 4 Skiliften auch das Skifahren möglich. Es ist eines der wenigen Skigebiete weltweit, die im Anschluss an den Wintersport auch ein Bad im nah gelegenen Meer erlauben.
Zypern verfügt über mehrere Golfplätze, die teilweise von bekannten Golfplatzarchitekten angelegt wurden, und Golfer zum Urlaub anreisen lassen.

### Kultururlaub

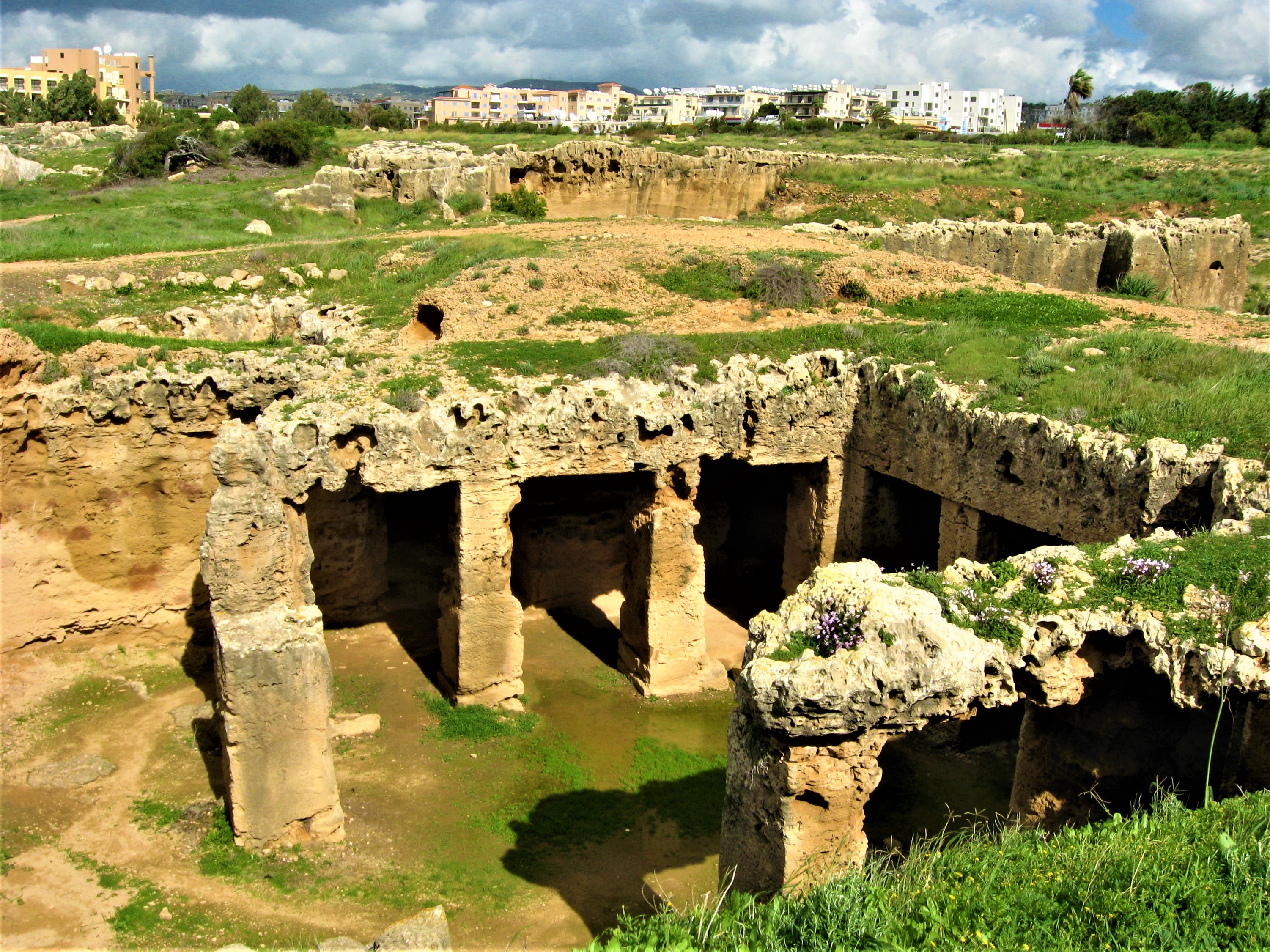
Paphos Grab der Könige 2010

Durch eine reiche und interessante Geschichte lockt Zypern auch kulturell interessierte Touristen an. Es gibt drei Stätten des UNESCO-Welterbes (Stand November 2022): Paphos, Chirokitia und die Bemalten Kirchen im Gebiet vom Troodos. Zyperns Museen sind vor allem der Geschichte gewidmet. Als bedeutendste Museen gelten das Zypern-Museum in Nikosia und das Pierides-Museum in Larnaka. Außerdem sind einige archäologische Ausgrabungsstätten für Besucher geöffnet. Neben den Kulturstätten des Altertums können auch zahlreiche Kunstschätze der byzantinischen Kultur wie Kirchen und Klöster besichtigt werden.

### Medizintourismus
Seit einigen Jahren spielt der Medizintourismus eine Rolle in Zypern. Durch qualitativ hochwertige medizinische Dienstleistungen zu kostengünstigen Preisen und die Möglichkeit, medizinische Versorgung mit einem Urlaub zu kombinieren, reisen Menschen vermehrt aus diesem Grund nach Zypern.

## Geschichte
Der Tourismus begann in Zypern in den 1930er Jahren unter britischer Kolonialherrschaft, konnte aber wegen der schlecht ausgebauten Infrastruktur und der Gefahr von Krankheiten – Malaria war sehr verbreitet – noch nicht florieren. In den 1950er Jahren kamen die meisten Touristen aus Großbritannien, Ägypten und Israel. Dabei konzentrierten sich die Reisenden auf die Berggebiete.
Nach der Unabhängigkeit Zyperns beschloss die Regierung, den Tourismus intensiv zu fördern, unterstützte die Errichtung von Hotels finanziell und baute die touristische Infrastruktur aus. Dabei rückten nun die Küstengebiete in den Mittelpunkt. Die jährlichen Besucherzahlen erhöhten sich in dreizehn Jahren von 25.700 (1960) auf 264.000 (1973). Es konnte ein Wachstum von über 20 Prozent im Jahr verzeichnet werden.
Die türkische Invasion von Zypern führte zu einem Rückgang im Tourismus in den Jahren 1974 und 1975. Aber auch die politische Krise im Libanon (1976–1977) und der Golfkrieg (1991) bewirkten geringere Besucherzahlen, von denen der Tourismus sich jedoch wieder erholen konnte.
In den 2020er Jahren erlebte der Tourismus in Zypern erneut einen Einbruch, da wegen der COVID-19-Pandemie wenig gereist wurde und 2022 die russischen und ukrainischen Touristen ausblieben.